# マーチャンダイジング
マーチャンダイジング (英語: merchandising) とは、一般的には、消費者の欲求・要求に適う商品を、適切な数量、適切な価格、適切なタイミング等で提供するための企業活動のこと。「商品政策」「商品化計画」。「MD」と略されることもある。

## 概説
マーケティング活動のひとつとして位置づけられることが多い。
ただし、マーチャンダイジング（MD）という言葉が主として使われる場は、アカデミックな場ではなく、実際の商業の場なので、多義的で流動的に用いられている。例えば百貨店業界でのマーチャンダイジングの実態は、仕入れ、販売、管理などの業務フローについてのマネジメント・コントロールであり、マーチャンダイジングは経営マネジメントの概念のひとつとして捉えるべきともされる。
メーカーで製造された「製品 (Product)」が小売業で扱われると、同一物でありながら「商品 (Merchandise)」へと呼び名が変わる。そこからもMerchandisingという概念は、基本的には小売業と関連のある概念ともされる。製造業においては「商品計画」に類似する「製品計画」という言葉が用いられているが、これは指し示す範囲が異なっているともされる。
近年のマーチャンダイジングにおいては、POSは重要なツールとなっている。
マーチャンダイジングを行っているのは、消費者と直接接する小売業者であることが多い。だが、メーカー、卸売業、小売業などが一丸となって共同で行うこともあり、これは「チーム・マーチャンダイジング」などと呼ばれる。例えばイトーヨーカ堂の「チームMD」などが知られる。

## 諸定義
マーチャンダイジングには様々な定義が存在し、論者によって異なりもすれば、また時代とともに変遷もしている。
「Merchandising」は「Merchandise」に由来すると言われている。Merchandiseには動詞と名詞があり、動詞ならば「取引する」「商う」「販売を促進する」という意味であり、それにingを付けて動名詞化したものとすれば、売買活動、商いの活動を指すようになった、ともされる。
古くはNystromが、アパレル分野でのマーチャンダイジングの定義を行い、「マーチャンダイジングとは、注意深い計画、優れたスタイリングと生産、または選択と仕入、及び効果的販売」としたという(1932年）。
全米マーケティング協会（AMA）の定義は以下のように改訂、変遷してきているという。
1948年 「適切な商品やサービスを、適正な場所、時期、数量、価格によって、顧客に提供するための計画、活動」
1960年 「企業のマーケティング目標を達成するために特定の商品、サービスを最も役に立つ場所と時期と価格で、数量を扱うことに関し計画し管理すること」
2008年現在　「インストア・ディスプレイを展開するメーカーの販促活動、および、小売業における商品（アイテム）と商品ラインの明確化」
しかも現在AMAではマーチャンダイジングを、小売業だけでなく製造業にも適用される活動であり、小売業では売場のアイテムレベルと店舗のラインレベルの複数のレベルがある、としているという。

### ビジュアル・マーチャンダイジング
店舗、商品演出において、マーチャンダイジングを視覚的に訴求しようとする手法を特に「ビジュアル・マーチャンダイジング」（略称：VMD＝visual merchandising）という。商品陳列の視覚効果を狙ったビジュアルプレゼンテーションはその一要素であるが、VMDはより幅広い内容と活動を含んでいる。店舗の統一コンセプトに基づき、品揃えや店舗デザイン、プロモーション、陳列方法などを連動させ、客の視点にたった見やすく買いやすい売り場を総合的に作っていくことが目標となる。

## 職業
流通・小売業等の企業においてはマーチャンダイジングを主要業務とし、商品の開発から販売戦略などを一貫して行う人がいる場合があり、ひとつの職種として成立している。マーチャンダイジングを担当する人は一般に「マーチャンダイザー」と呼ばれる。

## 関連書
- 田島義博 『マーチャンダイジングの知識 』日経文庫